# Los García, San Luis Potosí
Los García är en ort i Mexiko.   Den ligger i kommunen San Luis Potosí och delstaten San Luis Potosí, i den centrala delen av landet, 400 km nordväst om huvudstaden Mexico City. Los García ligger 1 843 meter över havet och antalet invånare är 108.
Terrängen runt Los García är en högslätt. Runt Los García är det tätbefolkat, med 591 invånare per kvadratkilometer. Närmaste större samhälle är San Luis Potosí, 10,6 km söder om Los García. Runt Los García är det i huvudsak tätbebyggt.